# Ardósia (quadro)

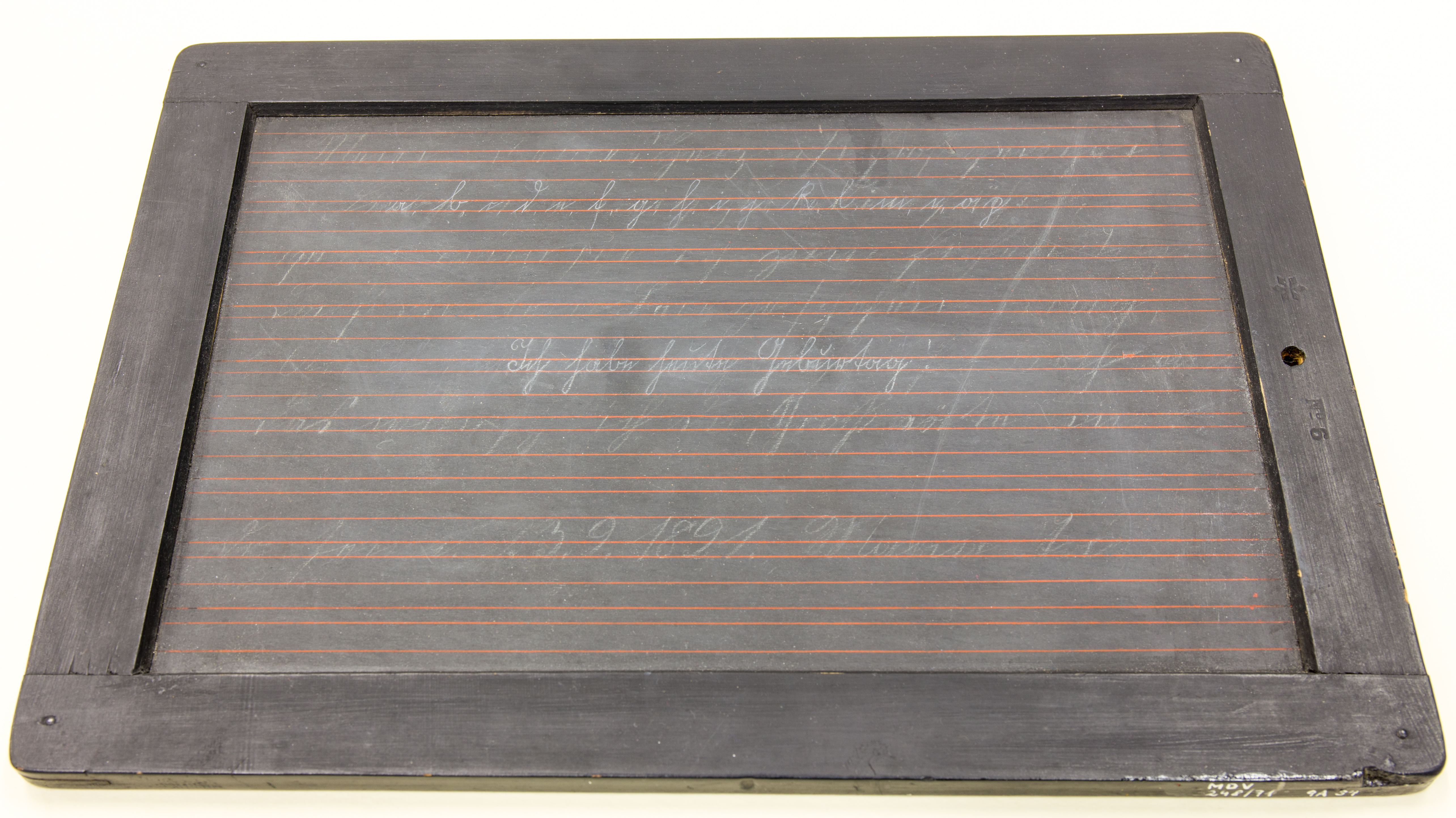
Ardósia com escrita de 1894, utilizada em Berlim, Alemanha, atualmente no Museu Europäischer Kulturen

Ardósia é uma rocha metassedimentar, isto é, forma-se a partir de uma rocha sedimentar argilosa que sofre metamorfismo de baixo grau, foliada (clivagem ardosiana), de granulação muito fina, e coloração que varia, entre tons de cinza e verde, sendo fosca, ou com brilho acetinado nos planos.

## Composição
A ardósia para escrever consistia em um pedaço de ardósia, normalmente de 4 x 6 polegadas ou 7 x 10 polegadas, envolto em uma moldura de madeira.
Um lápis de ardósia era usado para escrever no quadro de ardósia. Era feito de uma pedra mais macia e de cor mais clara, como xisto ou giz.
Normalmente, um pedaço de pano ou esponja de ardósia era usado para limpá-lo e às vezes era preso com um barbante na parte inferior da lousa.